# Alan Mowbray
Alan Mowbray (n. Alfred Ernest Allen, n. 18 august 1896, Londra, Regatul Unit al Marii Britanii și Irlandei – d. 25 martie 1969, Hollywood, California, SUA) a fost un actor de teatru și de film englez care a avut succes la Hollywood.

## Filmografie
- God's Gift to Women (1931) - Auguste, Toto's Butler
- The Man in Possession (1931) - Sir Charles Cartwright
- Guilty Hands (1931) - Gordon Rich
- Alexander Hamilton (1931) - George Washington
- Leftover Ladies (1931) - Jerry
- Honor of the Family (1931) - Tony Revere
- Nice Women (1931) - Mark Chandler
- Lovers Courageous (1932) - Lamone
- The Silent Witness (1932) - Arthur Drinton
- Hotel Continental (1932) - Walter Underwood
- The World and the Flesh (1932) - Dimitri
- Man About Town (1932) - Ivan Boris
- The Man from Yesterday (1932) - Dr. Waite
- Winner Take All (1932) - Forbes - the Etiquette Teacher
- The Man Called Back (1932) - King's Counsel
- Jewel Robbery (1932) - Detective Fritz
- Two Against the World (1932) - George 'Georgie' Walton
- The Phantom President (1932) - George Washington (nemenționat)
- Sherlock Holmes (1932) - Colonel Gore-King
- Our Betters (1933) - Lord George Grayston
- A Study in Scarlet (1933) - Inspector Lastrade
- Peg o' My Heart (1933) - Capt. Christopher 'Chris' Brent
- The Midnight Club (1933) - Arthur Bradley
- Voltaire (1933) - Count De Sarnac
- Berkeley Square (1933) - Major Clinton
- The World Changes (1933) - Sir Phillip Ivor
- Roman Scandals (1933) - Majordomo
- Her Secret (1933) - Nils Norton
- Long Lost Father (1934) - Sir Tony Gelding
- The House of Rothschild (1934) - Prince Metternich
- Where Sinners Meet (1934) - Nicholas
- Little Man, What Now? (1934) - Franz Schluter
- Cheaters (1934) - Paul Southern
- The Girl from Missouri (1934) - Lord Douglas
- One More River (1934) - Forsythe
- Embarrassing Moments (1934) - Aheam
- Charlie Chan in London (1934) - Geoffrey Richmond
- Night Life of the Gods (1935) - Hunter Hawk
- Becky Sharp (1935) - Rawdon Crawley
- Lady Tubbs (1935) - Elyot Wembsleigh
- The Gay Deception (1935) - Lord Clewe
- She Couldn't Take It (1935) - Alan Bartlett
- In Person (1935) - Jay Holmes
- Rose-Marie (1936) - Premier
- Muss 'em Up (1936) - Paul Harding
- Give Us This Night (1936) - Forcellini
- Desire (1936) - Dr. Maurice Pauquet
- The Case Against Mrs. Ames (1936) - Lawrence Waterson
- Fatal Lady (1936) - Uberto Malla
- Mary of Scotland (1936) - Throckmorton
- My Man Godfrey (1936) - Tommy Gray
- Ladies in Love (1936) - Paul Sandor
- Four Days' Wonder (1936) - Archibald Fenton
- Rainbow on the River (1936) - Ralph Layton
- On the Avenue (1937) - Frederick Sims
- The King and the Chorus Girl (1937) - Donald Taylor
- As Good - Married (1937) - Wally
- Marry the Girl (1937) - Dr. Hayden Stryker
- Topper (1937) - Wilkins
- Walter Wanger's Vogues of 1938 (1937) - Henry Morgan
- On Such a Night (1937) - Professor Ricardo Montrose Candle
- Music for Madame (1937) - Leon Rodowsky
- Stand-In (1937) - Koslofski
- Hollywood Hotel (1937) - Alexander Duprey
- Merrily We Live (1938) - Grosvenor - Butler
- There Goes My Heart (1938) - Pennypepper E. Pennypepper
- Topper Takes a Trip (1938) - Wilkins
- Never Say Die (1939) - Prince Smirnov
- Way Down South (1939) - Jacques Bouton
- The Llano Kid (1939) - John Travers
- Music in My Heart (1940) - Charles Gardner
- Curtain Call (1940) - Donald Avery
- Scatterbrain (1940) - J.R. Russell
- The Boys from Syracuse (1940) - Angelo
- The Villain Still Pursued Her (1940) - Silas Cribbs
- The Quarterback (1940) - Professor Hobbs
- Footlight Fever (1941) - Mr. Don Avery
- That Hamilton Woman (1941) - Sir William Hamilton
- That Uncertain Feeling (1941) - Dr. Vengard
- The Cowboy and the Blonde (1941) - Phineas Johnson
- Ice-Capades (1941) - Pete Ellis
- Moon Over Her Shoulder (1941) - Grover Sloan
- I Wake Up Screaming (1941) - Robin Ray
- The Perfect Snob (1941) - Freddie Browning
- Yokel Boy (1942) - R.B. Harris - Movie Producer
- We Were Dancing (1942) - Grand Duke Basil
- The Mad Martindales (1942) - Hugo Martindale
- Panama Hattie (1942) - Jay Jerkins, Dick's Butler
- A Yank at Eton (1942) - Mr. Duncan
- Isle of Missing Men (1942) - Dr. Henry Brown
- The Devil with Hitler (1942) - Gesatan
- The Powers Girl (1943) - John Robert Powers
- Slightly Dangerous (1943) - English Gentleman
- Stage Door Canteen (1943) - Alan Mowbray
- So This Is Washington (1943) - Chester W. Marshall
- Holy Matrimony (1943) - Mr. Pennington
- His Butler's Sister (1943) - Buzz Jenkins
- The Doughgirls (1944) - Breckenridge Drake
- Ever Since Venus (1944) - J. Webster Hackett
- My Gal Loves Music (1944) - Rodney Spoonyer
- Bring on the Girls (1945) - August
- Earl Carroll Vanities (1945) - Grand Duke Paul
- The Phantom of 42nd Street (1945) - Cecil Moore
- Where Do We Go from Here? (1945) - General George Washington
- Tell It to a Star (1945) - Colonel Ambrose Morgan
- Men in Her Diary (1945) - Douglas Crane
- Sunbonnet Sue (1945) - Jonathan
- Terror by Night (1946) - Maj. Duncan-Bleek
- Idea Girl (1946) - J.C. Crow
- My Darling Clementine (1946) - Granville Thorndyke
- The Pilgrim Lady (1947) - Clifford Latimer
- Lured (1947) - Lyle Maxwell
- Merton of the Movies (1947) - Frank Mulvaney
- Captain from Castile (1947) - Prof. Botello (the astrologer)
- The Main Street Kid (1948) - The Great Martine
- The Prince of Thieves (1948) - The Friar
- An Innocent Affair (1948) - Ken St. Clair
- My Dear Secretary (1948) - Deveny (Bryant Detective Agency)
- Every Girl Should Be Married (1948) - Mr. Spitzer
- The Lone Wolf and His Lady (1949) - Jamison, Lanyard's Valet
- The Lovable Cheat (1949) - Justin
- You're My Everything (1949) - Joe Blanton
- Abbott and Costello Meet the Killer, Boris Karloff (1949) - Melton
- Wagon Master (1950) - Dr. A. Locksley Hall
- The Jackpot (1950) - Leslie
- Dick Turpin's Ride (1951) - Lord Charles Willoughby
- Crosswinds (1951) - Sir Cecil Daubrey
- Just Across the Street (1952) - Davis
- Androcles and the Lion (1952) - Editor of Gladiators
- Blackbeard the Pirate (1952) - Noll
- Ma and Pa Kettle at Home (1954) - Alphonsus Mannering
- The Steel Cage (1954) - Lee Filbert (segment "The Chef")
- The King's Thief (1955) - Sir Gilbert Talbot
- The Man Who Knew Too Much (1956) - Val Parnell
- The King and I (1956) - Sir John Hay
- Around the World in 80 Days (1956) - the British Consul at Suez
- Once Upon a Honeymoon (1956, Short) - Gordon
- A Majority of One (1961) - Captain Norcross